# 小林正忠
小林 正忠（こばやし まさただ、1971年6月8日 - ）は、日本の実業家。楽天グループの創業メンバー。同グループ常務CWO、台湾楽天市場股份有限公司董事長、LIFULL社外取締役。

## 略歴
1994年、大日本印刷入社。1997年には楽天の前身である株式会社エム・ディー・エムに移籍し、2006年に常務執行役となる（現職）。2019年、楽天の取締役に就任。